# Трейси Уолтър
Трейси Уолтър (на английски: Tracey Walter) е американски актьор, играещ предимно второстепенни роли. Участвал е във филми като „Конан Разрушителят“, „Батман“, „Мълчанието на агнетата“, „Денят на независимостта“, „Матилда“ и други. 

## Биография

### Личен живот
Роден е на 25 ноември 1947 г. 
Има син и дъщеря. Дъщеря му Поли е сценарист.

## Избрана филмография
| година | филм                   | оригинално заглавие      | роля            | режисьор            |
| ------ | ---------------------- | ------------------------ | --------------- | ------------------- |
| 1978   | Пътуване на юг         | Goin' South              | Куган           | Джак Никълсън       |
| 1983   | Рибка-боец             | Rumble Fish              | крадец          | Франсис Форд Копола |
| 1984   | Конан Разрушителят     | Conan the Destroyer      | Малак           | Ричард Флейшър      |
| 1989   | Батман                 | Batman                   | Боб, престъпник | Тим Бъртън          |
| 1991   | Мълчанието на агнетата | The Silence of the Lambs | Ламар           | Джонатан Деми       |
| 1993   | Филаделфия             | Philadelphia             | Библиотекарят   | Джонатан Деми       |
| 1996   | Матилда                | Matilda                  | ФБР агент Бил   | Дани Де Вито        |
| 2000   | Ерин Брокович          | Erin Brockovich          | Чарлз Ембри     | Стивън Содърбърг    |